# 娛樂法
娛樂法，亦稱媒體法，是專為娛樂產業提供的法律服務。這些娛樂法中的服務與智慧財產權法有重疊之處。智慧財產權涵蓋了許多領域，包括商標、版權以及「公開權」。然而，娛樂法的實踐往往涉及就業法、契約法、侵權法、勞工法、破產法、移民法、證券法、擔保權、代理、隱私權、誹謗、廣告、刑法、稅法、國際法（尤其是國際私法）以及保險法等問題。
娛樂法實務的大部分工作是以交易為主，例如起草契約、協商和調解。一些情況可能會導致訴訟或仲裁。

## 概述
娛樂法涵蓋涉及各種媒體形式（例如電視、電影、音樂、出版、廣告、網路與新聞媒體等）的法律領域，並延伸至多種法律範疇，包括公司法、金融法、智慧財產權、公開與隱私權，以及美國憲法第一修正案中的相關內容。
在電影領域，娛樂律師會與演員的經紀人合作，敲定演員在即將參與的項目中的合約。當經紀人為明星安排好工作後，娛樂律師會與經紀人及演員才華的買家談判，討論薪酬與利潤分配。娛樂律師受到嚴格的保密協議約束，因此其工作的具體內容通常被嚴格保密。然而，一些娛樂律師的職責已被認為與明星經紀人、經理或公關人員的職責相似。大多數娛樂律師還承擔許多其他角色，例如協助客戶發展其事業。 

## 歷史
隨著媒體的普及，媒體法領域變得更加熱門且需求增加，吸引了一些企業專業人士希望更多參與媒體領域。因此，許多年輕律師投身於媒體法，希望藉此機會在媒體界建立更多人脈，成為媒體主持人，甚至獲得演出機會。隨著科技的不斷進步，相關訴訟案件日益增加，使得對律師的需求變得極為重要。

## 分類
娛樂法通常細分為以下領域，這些領域與其特定的工會、製作技術、規則、習慣、判例法和談判策略相關：
- 電影：選擇權協議、所有權問題、人才合約（包括編劇、電影導演、演員、作曲家、製作設計師）、製作與後期製作相關的工會問題、發行問題、電影業談判、發行，以及與智慧財產權相關的問題，特別是版權問題，商標問題則相對較少涉及。
- 網路：審查、版權、資訊自由、資訊技術、隱私與電信相關問題。
- 多媒體：軟體授權問題、電子遊戲開發與製作、資訊技術法，以及一般智慧財產權相關問題。
- 音樂：人才合約（音樂家、作曲家）、製作人合約、同步權、音樂產業談判，以及與智慧財產權相關的問題，特別是版權問題（參見音乐法（英语：Music law））。
- 出版與印刷媒體：廣告、模特兒、作者合約，以及與智慧財產權相關的問題，特別是版權問題。
- 電視與廣播：播出許可與監管問題、機械版權許可，以及與智慧財產權相關的問題，特別是版權問題。
- 戲劇：租賃合約、共同製作合約，以及其他與表演相關的法律問題。
- 視覺藝術與設計：純藝術、藝術品委託給藝術經銷商的問題、雕塑家對公共場所作品的精神權利；以及工業設計，涉及產品中圖形設計元素保護的相關問題。

娛樂法中還涉及誹謗（包括文字誹謗和口頭誹謗）、人格權以及隱私權相關問題。
媒體法是一個法律領域，涉及以下內容：
 
| * 廣告法 - 廣播法 - 審查制度 - 保密義務 - 藐視法庭 - 版權法 - 公司法 | * 誹謗法 - 娛樂法 - 資訊自由 - 互聯網法 - 資訊技術法 - 隱私權 - 電信法 |

## 案例
- 版權：在 Golan v. Holder 一案中，美國最高法院以 6 比 2 的票數裁定，法官駁回了基於第一修正案和憲法版權條款的爭議，指出大眾並非「神聖的核心群體」，並認為版權保護可以延長，即使這樣的延長並不旨在激發新作品的創作。 [2]
- 網路：2007年，擁有MTV和喜劇中心頻道的媒體集團Viacom以版權侵權為由，起訴YouTube索賠10億美元，指控其未經授權上傳Viacom的版權內容。2008年5月，YouTube開始使用其先進的指紋技術來保護受版權保護的內容。
- 電視：最高法院以 8 比 0 的裁定認為，由於當時聯邦通信委員會（FCC）的規則未涵蓋「短暫的驚呼」，對福斯（Fox）所處的罰款不符合道德，並因此被認定為「非法不明確」而作廢。 [2]
- 音樂：Kesha v. Dr. Luke 一案中，歌手Kesha於2014年對音樂製作人Lukasz Sebastian Gottwald（也稱為Dr. Luke）提起民事訴訟，指控其基於性別的仇恨犯罪和精神傷害。隨後，Gottwald反訴Kesha誹謗和違約。最終，法官拒絕解除Kesha的約束性合約，導致她無法有效繼續職業生涯。法官指出，Kesha此前在宣誓下表示未曾受到騷擾後才簽訂了合約。此案引發眾多名人，包括Miley Cyrus、Lady Gaga和Demi Lovato，公開支持Kesha，強調不公平的合約法在案件結果中扮演的角色。創作歌手泰勒斯捐款25萬美元，幫助Kesha緩解財務壓力。 [3]